# Münchengosserstädt
Münchengosserstädt ist ein Ortsteil der Stadt und Landgemeinde Bad Sulza im Landkreis Weimarer Land in Thüringen.

## Lage
Münchengosserstädt liegt am östlichen Rand der Ilm-Saale-Platte in der Erosionsrinne eines früheren Baches, der in die Saale mündete. In diesem kleinen Tal verläuft auch teilweise die Landesstraße 1059 nach Camburg. Am Rand liegen die bewaldeten und steilen Anhöhen des linken Saalehangs.
Die Buslinie 282 der PVG Weimarer Land verbindet den Ort mit Camburg bzw. Apolda.

## Geschichte

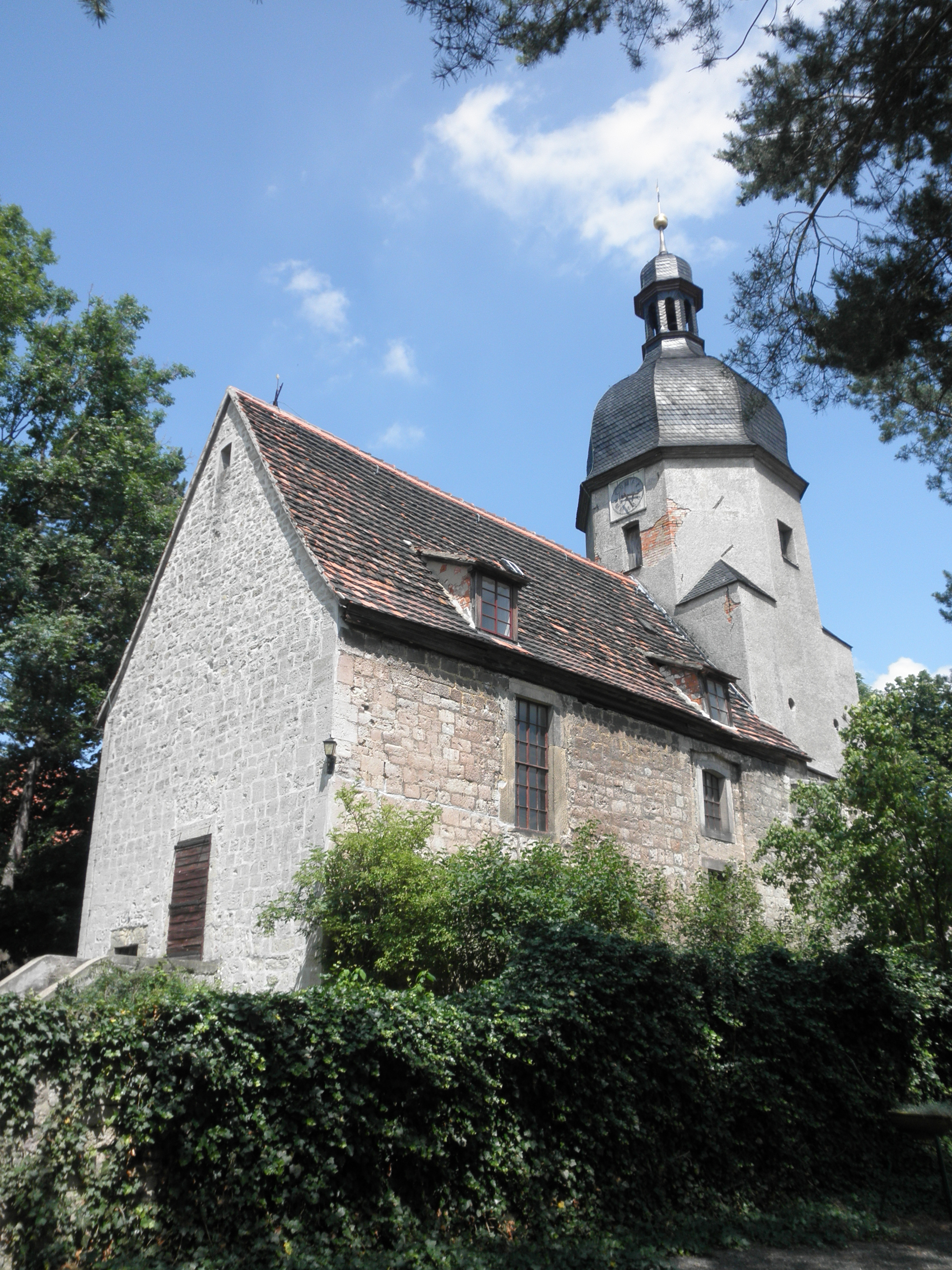
Kirche in Münchengosserstädt

Bereits 865 taucht ein Ort „Gozarstatt“ -gegründet vermutlich von einem Gozard (Gotthard)- im Hussitingen-Gau in einer Urkunde des Klosters Fulda auf. Nach Wolfgang Kahl wurde Gozarstat am 2. Dezember 958 erstmals urkundlich erwähnt. Die Gemeinde zeigt im Museum im Pfarrhaus die Kopie einer Urkunde von König Otto I. mit Erstnennung im Jahre 957. So beging Münchengosserstädt den 1000. Jahrestag seiner sicheren urkundlichen Erwähnung im Jahre 1957 und den 1050. Jahrestag 2007. Eine Gedenktafel an der Alten Schule zeigt entsprechend die Inschrift: „1050 Jahre Münchengosserstädt. 957 – 2007“.
Von 1200 bis 1849 gab es im Ort ein Rittergut. 1239 wurde Conrad von Gozerstede als Gutsherr genannt, die Familie von Münch besaß das Rittergut von 1421 bis 1799, als es zum Pachtgut umgewandelt wurde. Ab 1368 grenzte sich das Dorf als „Nedirngosserstädt“ von dem benachbarten (und später zur Wüstung gewordenen) Obergosserstädt ab. 1632 hieß der Ort nach dem Besitzer von Dorf und Gut: Mönchen-, dann Münchengosserstädt. Ob in der Nähe Dorfes eine Wüstung Sorau oder Serau liegt, ist umstritten. 1634, im Dreißigjährigen Krieg, brannten ein Teil des Ortes und die Kirche ab. Von 1787 bis 1800 war Karl Christoph Förster Pfarrer in Münchengosserstädt. 1791 und 1800 wurden seine beiden bekannten Söhne geboren.
Im Ort gehörten verschiedene Gerechtigkeiten zum wettinischen Amt Camburg, welches aufgrund mehrerer Teilungen im Lauf seines Bestehens unter der Hoheit verschiedener  Albertinischer und Ernestinischer Herzogtümer stand. 1826 kam Münchengosserstädt als Teil der Exklave Camburg vom Herzogtum Sachsen-Gotha-Altenburg zum Herzogtum Sachsen-Meiningen. Von 1922 bis 1939 gehörte der Ort zur Kreisabteilung Camburg.
Im Zweiten Weltkrieg wurden die meisten Männer zur Wehrmacht eingezogen. Ihre Arbeit mussten die Frauen, die Alten, „Fremdarbeiter“ und Kriegsgefangene übernehmen. Letztere (Franzosen) wohnten im Saal des Gasthauses, die Zivilarbeiter auf den Höfen. Das Dorf hatte 1939/40 Evakuierte aus dem Saarland, später „Ausgebombte“ aus den Luftkriegsgebieten in Westdeutschland aufzunehmen. Ab Herbst 1944 begann der Zustrom von Flüchtlingen aus den Ostgebieten. Unter ihnen fielen aus dem Rahmen Siebenbürger Sachsen aus Draas, die Anfang 1945 in ihrer Tracht kamen. Zunehmend mussten die Dorfbewohner angloamerikanische Bomberverbände am Himmel sehen und hören, seit Anfang 1945 wurden sie durch Tiefflieger verunsichert. Am 13. Februar und den Folgenächten war der Himmel Richtung Dresden rot verfärbt. Die Bevölkerung ging ihren täglichen Verrichtungen nach, bis am 11. April US-Truppen die Gegend erreichten. Zuerst fuhr eine Gruppe von 12 Panzern durch den Ort, um dann von den Höhen aus Camburg zu beschießen. Ein Panzer feuerte im Dorf auf einen überraschten Wehrmacht-PKW, obwohl dieser gestoppt hatte. Vier Soldaten wurden verwundet, zwei von ihnen schwer. Einwohner holten sie in die Häuser und kümmerten sich um sie. Ein Hauptmann erlag noch in der Nacht seinen Verletzungen. Die anderen wurden von den Amerikanern in ein Lazarett nach Camburg gebracht, wo ein weiterer verstarb. Ein deutsches Flugzeug griff ein amerikanisches Feldlager in der Nähe des Ortes an. Eine Bombe, die erst 1957 im Pfarrgarten geborgen wurde, soll von dieser Attacke gestammt haben. Einquartierte US-Soldaten verbannten die Bewohner in die Keller und bedienten sich an den Vorräten in den Häusern. Wertsachen, Fotoapparate, Uhren und Sportwaffen wurden konfisziert. Ende Juni/Anfang Juli löste Rote Armee die US-Soldaten ab.
So wurde Münchengosserstädt Teil der SBZ und ab 1949 der DDR. Es hatte entsprechend alle gesellschaftlichen Veränderungen mitzumachen, die in diese Zeit fielen: darunter die Kollektivierung der Landwirtschaft. Ein besonders bitteres Schicksal traf die Schwarzmeerdeutschen unter den Flüchtlingen. Sie mussten in ein Sammellager in Erfurt, um von dort auf Dauer in die Sowjetunion deportiert zu werden. Während der Unschädlichmachung eines Blindgängers im Pfarrgarten 1957 wurden alle  Dorfbewohner evakuiert. Gearbeitet wurde zur DDR-Zeit in der LPG in Eckolstädt, als Handwerker im Ort und in Betrieben in Apolda und Jena. In den 1970er Jahren wurde ein Neubaugebiet am Sperlingsberg errichtet.
In der Wendezeit 1990 wurden ein neuer Bürgermeister und eine neue Gemeindevertretung gewählt. Es erfolgten Reprivatisierungen, Renovierungen der Häuser, Erneuerung der Infrastruktur und die Anlage eines Neubaugebiets am Lindenweg. 1996 wurde Münchengosserstädt in die neue Einheitsgemeinde Saaleplatte eingeschlossen, mit Verwaltungssitz in Wormstedt. 2007 beging Münchengosserstädt seine 1050-Jahr-Feier.

## Sehenswürdigkeiten

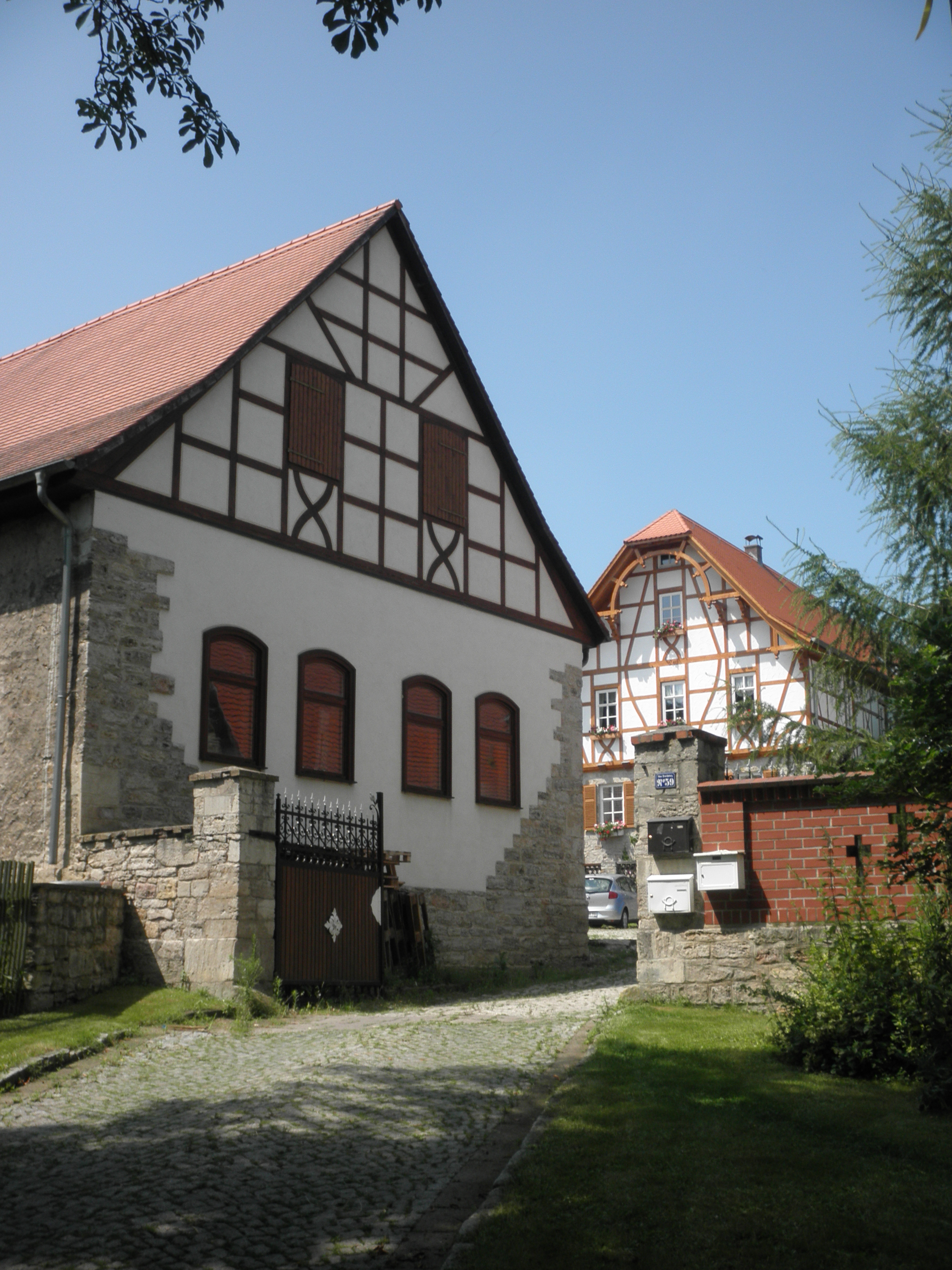
Früheres Rittergut

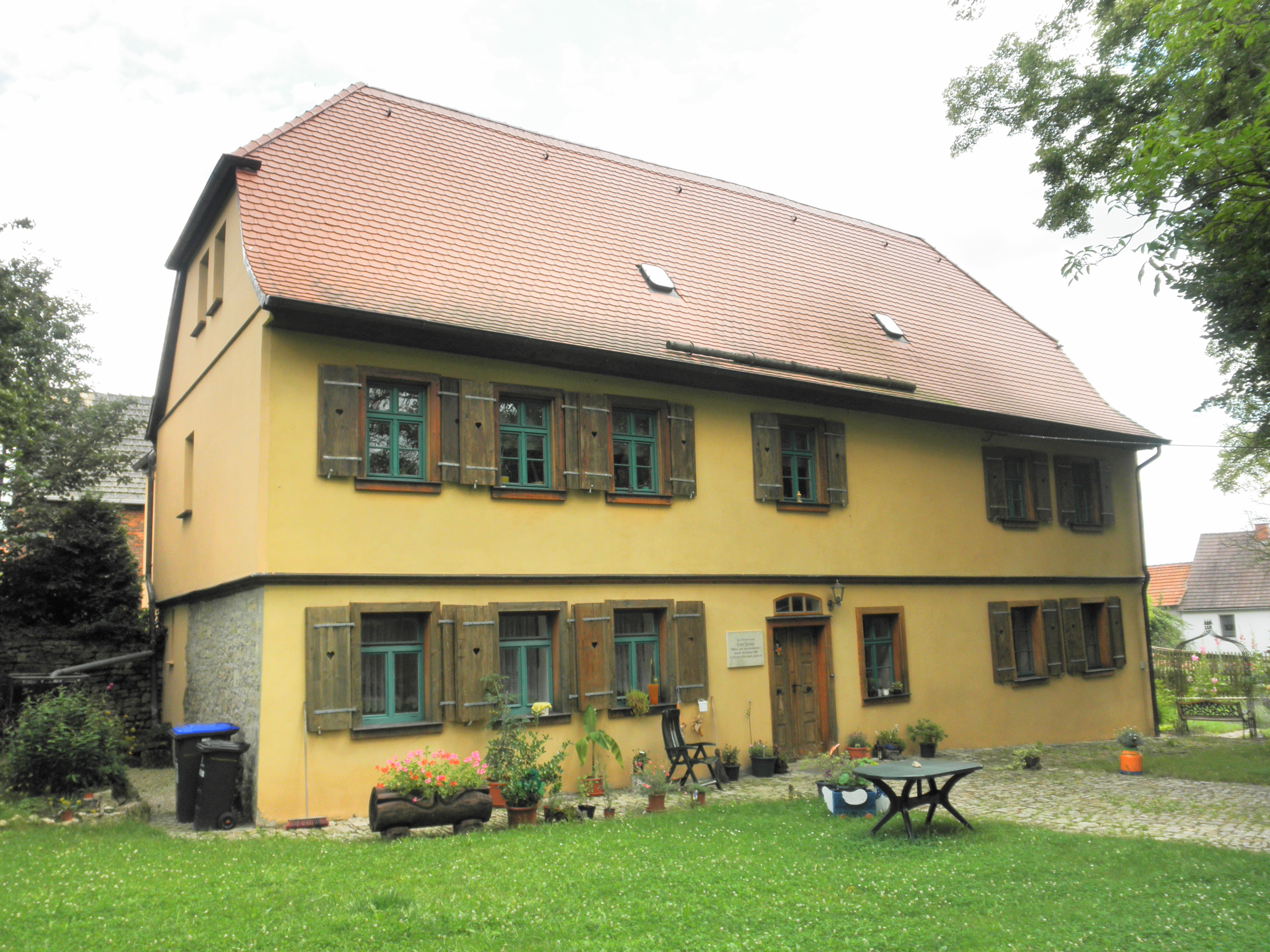
Früheres Pfarrhaus, jetzt Museum, in Münchengosserstädt

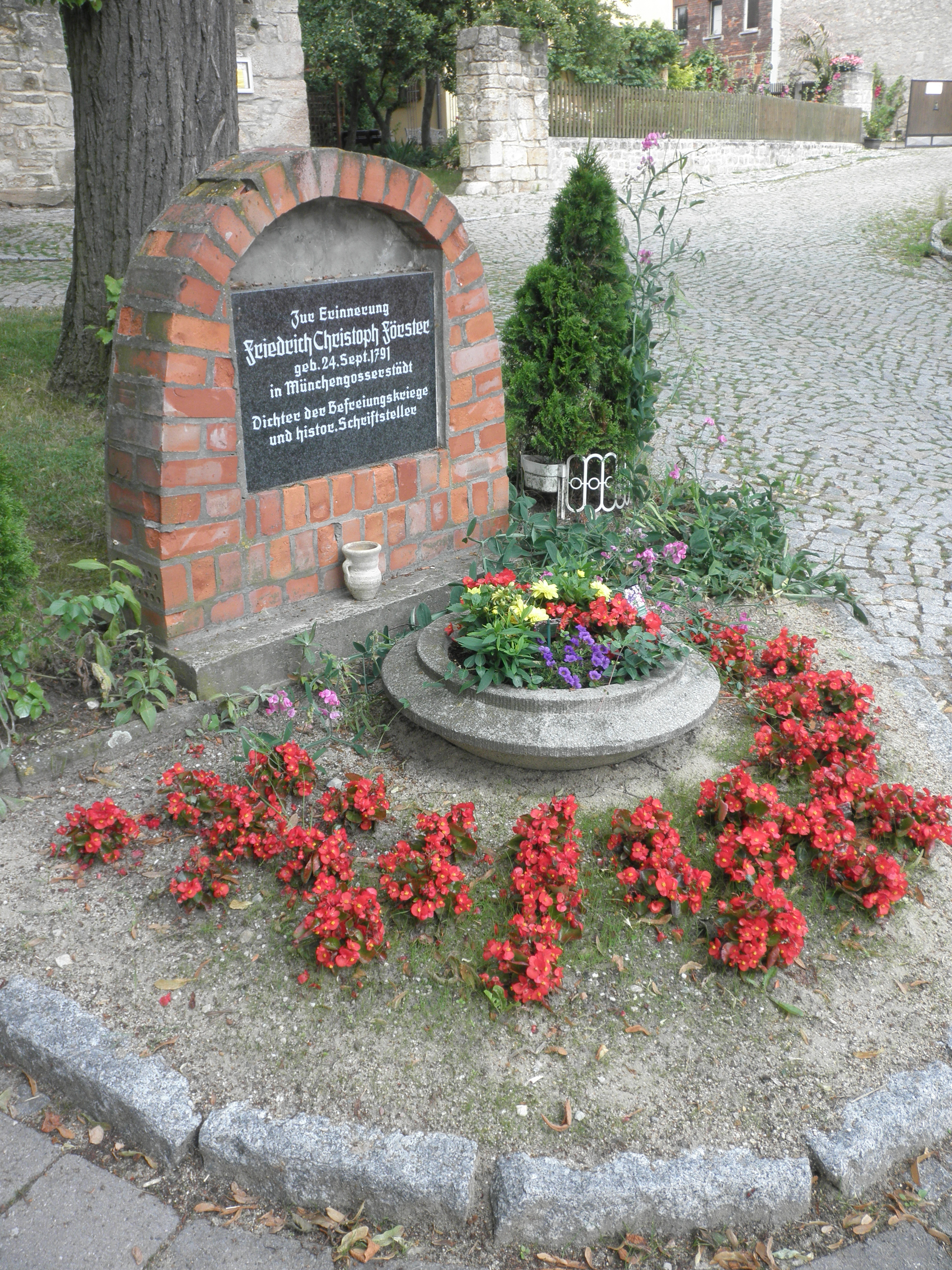
Gedenkstein für Friedrich Förster

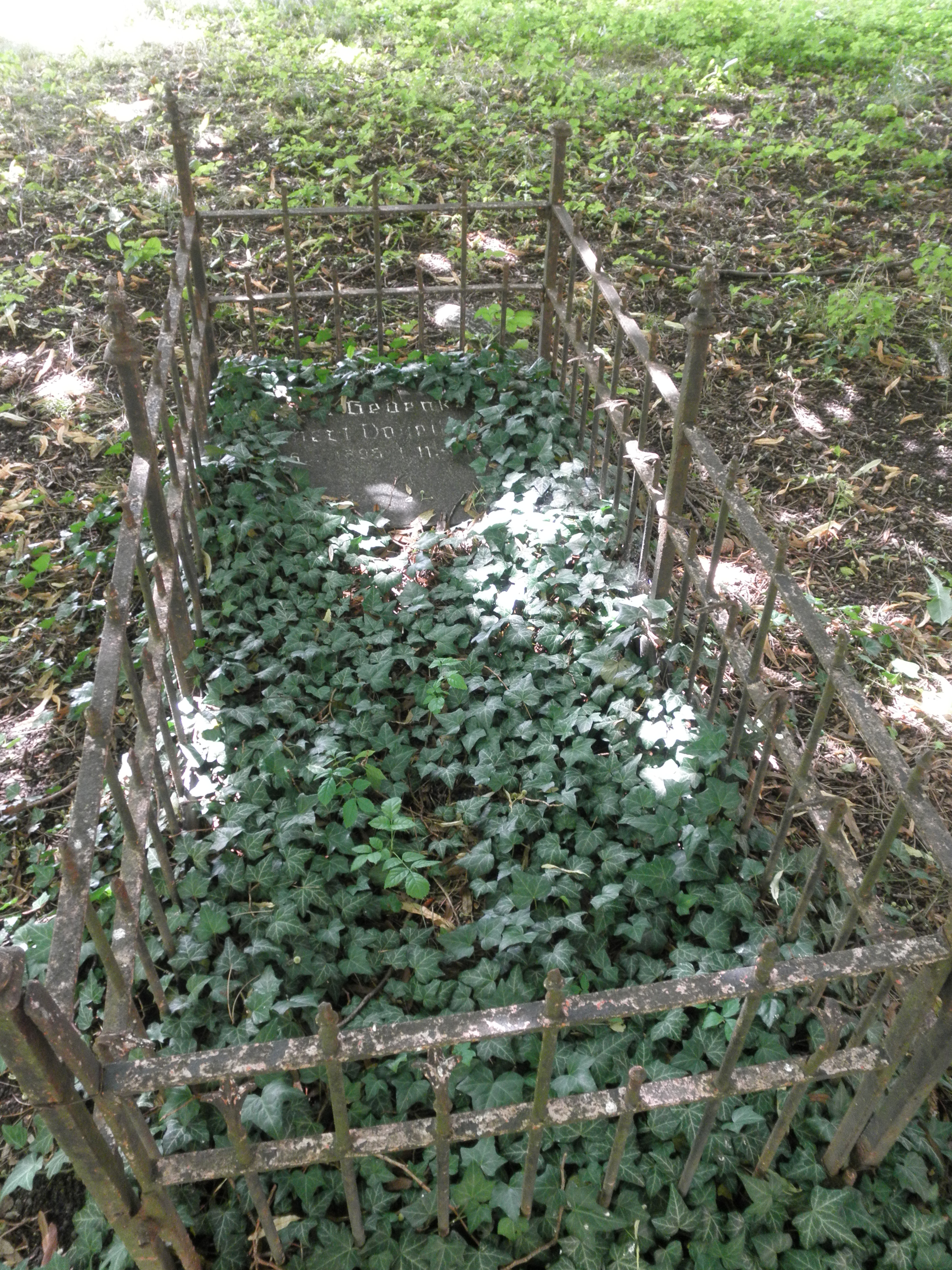
Soldatengrab im Kirchgarten in Münchengosserstädt (11. April 1945)

- Dorfkirche Münchengosserstädt: Sie wurde bereits 1219 schriftlich genannt. Die ältesten Teile stammen aus dem 12. Jahrhundert. Die romanische Saalkirche mit Chor und Apsis wurde nach einem verheerenden Brand 1634 in den Jahren 1643–1646 teilweise und erst 1713/14 ganz wiederaufgebaut. Der Chor wurde mit einem Turmaufsatz versehen. Der Rittergutsbesitzer von Münch trug Kirchturmdach, Glocke und Turmuhr bei. Fenster, Türöffnungen und Stützpfeiler am Turm sind jünger. Die Ausstattung stammt aus dem 17./18. Jahrhundert. Das hölzerne Tonnengewölbe liegt über dreiseitiger, zweigeschossiger Empore. Der Kanzelaltar zeigt volkstümliche Schnitzfiguren. Die Orgel ist von 1852. Im September 1990 stürzte die Außenmauer des Westgiebels ein, wurde aber bis November wiedererrichtet.
- Kriegerdenkmal vor der Kirche für die Gefallenen und Vermissten des Ersten Weltkriegs, erweitert um eine Gedenktafel von 1993 für die Opfer des Zweiten Weltkriegs und der Nachkriegszeit
- Soldatengrab auf dem Kirchgarten für einen am 11. April 1945 im Ort gefallenen deutschen Hauptmann
- Pfarrhaus, das seit 2000 ein Museum für die hier geborenen Pfarrersöhne Friedrich Christoph und Ernst Förster beherbergt. Es ist auch ein kleines Heimatmuseum im Aufbau. Besonders interessant ist ein Raum, der die Lebensumwelt der Siebenbürger Sachsen einschließlich ihrer Trachten zeigt.
- Gedenkstein auf dem Dorfplatz von 1991 für Friedrich Christoph Förster, aus Anlass seines 200. Geburtstages
- Früheres Rittergut

## Vereine
- Burschen- und Heimatverein aus dem 19. Jahrhundert. Er existierte bis 1945, als nach Kriegsende auch seine Fahne „verschwand“.
- Kultur- und Heimatverein: 1993 (wieder-)gegründet
- Geschichtsverein von 2003
- Feuerwehrverein

## Feste
- Traditionelles Pfingstfest: wird seit Jahrhunderten festlich über 2–3 Tage begangen
- Kirmes im November

## Persönlichkeiten
- Karl Christoph Förster, geboren 1751 in Altenburg, Pfarrer in Münchengosserstädt, Dichter geistlicher Lieder, Vater der beiden folgenden Söhne
- Friedrich Christoph Förster, Dichter und Teilnehmer an den Befreiungskriegen, wurde am  24. September 1791 im Pfarrhaus zu Münchengosserstädt als Sohn des Ortspfarrers Karl Christoph Förster geboren
- Ernst Förster, deutscher Maler und kunsthistorischer Schriftsteller, Bruder von Friedrich Christoph Förster, wurde am 8. April 1800 in Münchengosserstädt geboren
- Rudolf Scheller, Unternehmer und erster Hersteller von Trockensuppen, verbrachte seinen Ruhestand in Münchengosserstädt und starb hier